# Manuela Peri
Manuela Peri (Lucca, 19 aprile 1953) è un'ex cestista italiana.

## Biografia
Figlia di Spartaco Peri, calciatore della Lucchese e fondatore della squadra di pallacanestro "Porta Elisa Basket", si avvicina al mondo cestistico all'età di 13 anni. Nel 1969 si trasferisce a Bologna, per poi passare alla Geas di Sesto San Giovanni dove conquista due scudetti in successione. Convocata in Nazionale nel 1972 da Costantino Michelini, partecipa a 4 Europei e un mondiale, aggiudicandosi il terzo posto nell'edizione degli Europei 1974. Dopo il ritiro, avvenuto nel 1981, risiede nella sua città d'adozione, Parma, dove ha disputato gli ultimi anni di carriera. Ha fatto 116 presenze in maglia azzurra.